# The Millennium Project
The Millennium Project (Proyecto del Milenio) es un laboratorio de ideas o think tank independiente sin fines de lucro, compuesto por futuristas, académicos, responsables políticos y planificadores de negocios, que se centra en el futuro. Publica su informe anual sobre el Estado del Futuro (State of the Future report). Examina cuestiones como el agua potable, la demografía de la población, la desigualdad de ingresos, la energía, los alimentos, la ciencia y la tecnología, la ética, la economía, la salud, la educación, la delincuencia organizada, la adopción de decisiones y la prospectiva, las relaciones entre los géneros, la demografía y la guerra y la paz.
Ha crecido hasta tener 64 Nodos alrededor del mundo –un Nodo del Proyecto del Milenio es un grupo de instituciones e individuos que conectan las perspectivas locales y globales sobre el futuro–. También ha elaborado la Metodología de Investigación de Futuros 3.0 (Futures Research Methodology 3.0) con 37 métodos diferentes para explorar el futuro.